# Rutgers University Women's Volleyball
La Rutgers University Women's Volleyball è la squadra di pallavolo femminile appartenente alla Rutgers University, con sede a New Brunswick (New Jersey): milita nella Big Ten Conference della NCAA Division I.

## Storia
La squadra di pallavolo femminile della Rutgers University viene fondata nel 1977. Inizialmente iscritta alla AIAW Division I, si trasferisce poi in NCAA Division I, affiliandosi alla Atlantic 10 Conference, dove si aggiudica un titolo di conference. In seguito migra più volte da una conference all'altra, passando per la Big East Conference e la American Athletic Conference, prima di approdare nella Big Ten Conference.

## Record
| Piazzamento          |   | Edizione                       |
| -------------------- | - | ------------------------------ |
| Tornei NCAA          | 1 | Primo turno: 1 1982            |
| Titoli di conference | 1 | Atlantic 10 Conference: 1 1982 |

## Conference
- Atlantic 10 Conference: 1982-1994
- Big East Conference: 1995-2012
- American Athletic Conference: 2013
- Big Ten Conference: 2014-

## Allenatori
- Socrates Mose: 1977-1982
- Mary Jane Smith: 1983-1985
- Terie Velardi: 1986-1991
- Tina Raddish: 1992-1993
- Ann Leonard-House: 1994-2004
- Orlando Gonzalez: 2005-2007
- Jeff Werneke: 2008-2019
- Caitlin Schweihofer: 2020-